# 충북혁신도시
충북혁신도시는 충청북도 진천군 덕산읍과 음성군 맹동면에 있는 혁신도시이다. 이 도시 바로 옆에 금왕 단층이 지나간다.

## 이전 공공기관
진천군
- 정보통신산업진흥원
- 정보통신정책연구원
- 한국교육과정평가원
- 한국교육개발원
- 국가공무원인재개발원
- 법무연수원
- 한국건설생활환경시험연구원 기후환경실증센터
- 한국건설생활환경시험연구원 공기환경센터

음성군
- 한국소비자원
- 한국가스안전공사
- 한국고용정보원
- 한국과학기술기획평가원
- 국가기술표준원

## 지역 공공기관
진천군
- 충북혁신도시 수질복원센터
- 충북테크노파크 IT에너지센터
- 충북테크노파크 오픈랩 차세대융합기술혁신센터
- 진천군 육아종합지원센터
- 진천군보건소 덕산건강생활지원센터
- 덕산읍 혁신도시출장소

음성군
- 음성동성우체국
- 음성군보건소 맹동건강생활지원센터
- 맹동면 혁신도시출장소

## 교육
진천군
- 옥동초등학교
- 상신초등학교
- 서전중학교
- 서전고등학교

음성군
- 동성초등학교
- 음성동성중학교
- 동성고등학교
- 청주대학교 음성캠퍼스

## 주거
| 단지명                   | 건설사        | 시행사                                          | 주소       | 주소          | 입주        | 비고     |
| ------------------------ | ------------- | ----------------------------------------------- | ---------- | ------------- | ----------- | -------- |
| 충북혁신 우미 린 스테이  | 우미건설      | ㈜우미케이비뉴스테이제1호위탁관리부동산투자회사 | 대하로 150 | 덕산읍 두촌리 | 2018년 6월  | 민간임대 |
| 충북혁신 아모리움·내안애 | 건영 양우건설 | 건영 양우건설                                   |            | 덕산읍 두촌리 | 2018년 3월  |          |
| 모아엘가 더 테라스       | 혜림건설㈜    | 한아건설㈜                                      | 대월로 127 | 덕산읍 두촌리 | 2018년 1월  |          |
| 동일하이빌 파크테라스    | 동일토건㈜    | 한국토지신탁                                    | 대하로 194 | 덕산읍 두촌리 | 2024년 2월  |          |
| 충북혁신 영무예다음 1차  | 영무토건㈜    | ㈜영무건설                                      | 대하로 87  | 덕산읍 두촌리 | 2015년 11월 | 민간임대 |
| 충북혁신 영무예다음 2차  | 영무토건㈜    | ㈜영무건설                                      | 대하로 195 | 덕산읍 두촌리 | 2016년 11월 |          |
| 충북혁신 영무예다음 3차  | 하가건설㈜    | ㈜영무건설                                      | 장성1길 9  | 맹동면 동성리 | 2017년 7월  |          |

## 교통
- 충북혁신도시 시외버스공용터미널

## 문화
- 덕산 청소년문화의집
- 충북혁신도시 복합혁신센터
- 맹동혁신국민체육센터
- CGV 충북혁신